# Brevipalpus oaxacensis
Brevipalpus oaxacensis är en spindeldjursart som beskrevs av De Leon 1960. Brevipalpus oaxacensis ingår i släktet Brevipalpus och familjen Tenuipalpidae. Inga underarter finns listade.